# Marakasy
Marakasy (wł. maracas) – instrument muzyczny samobrzmiący (idiofon), rodzaj gruchawki, której korpus wykonany jest z gliny, skorupy orzecha lub dyni, osadzony na drewnianym trzonku. Wewnątrz tak utworzonej puszki rezonansowej znajdują się twarde nasiona, kamyczki itp., wydające przy potrząsaniu marakasami charakterystyczny szelest.